# 東京都道407号丸の内室町線
東京都道407号丸の内室町線（とうきょうとどう407ごう まるのうちむろまちせん）は東京都千代田区丸の内から中央区日本橋室町に至る特例都道である。このうち丸の内一丁目交差点から室町三丁目交差点までの区間は江戸通りと呼ばれる（東京都通称道路名設定公告　整理番号26）。この路線は起点付近に旧東京都庁舎（現東京国際フォーラム等）があったため、都庁前室町線という路線名であった。1991年（平成3年）4月1日に都庁舎が移転したのちも路線名の変更はなかったが、2009年（平成21年）3月1日、現路線名に変更された。

## 起点・終点
- 東京都千代田区丸の内三丁目（東京国際フォーラム東）
- 東京都中央区日本橋室町四丁目（室町三丁目交差点）

## 通過する自治体
- 東京都
  - 千代田区
  - 中央区

## 接続するおもな道路
- 東京都道406号皇居前鍛冶橋線（鍛冶橋通り）
- 東京都道404号皇居前東京停車場線（行幸通り）
- 東京都道402号錦町有楽町線（重複区間-東京駅丸の内口前）
- 国道1号（丸の内一丁目交差点）
- 東京都道405号外濠環状線（外堀通り）
- 国道4号（室町3丁目交差点）
- 国道17号（室町3丁目交差点）